# Блекхок (Јужна Дакота)
Блекхок (енгл. Blackhawk) насељено је место без административног статуса у америчкој савезној држави Јужна Дакота.

## Демографија
По попису из 2010. године број становника је 2.892, што је 460 (18,9%) становника више него 2000. године.
| Група             | 2000.         | 2010.         |
| Белци             | 2.287 (94,0%) | 2.626 (90,8%) |
| Афроамериканци    | 7 (0,3%)      | 15 (0,5%)     |
| Азијати           | 5 (0,2%)      | 13 (0,4%)     |
| Хиспаноамериканци | 39 (1,6%)     | 65 (2,2%)     |
| Укупно            | 2.432         | 2.892         |